# Parafia Matki Bożej Śnieżnej w Filipowicach
Parafia Matki Bożej Śnieżnej w Filipowicach – parafia rzymskokatolicka, znajdująca się w diecezji tarnowskiej, w dekanacie Zakliczyn.